# Paço Municipal de Campina Grande

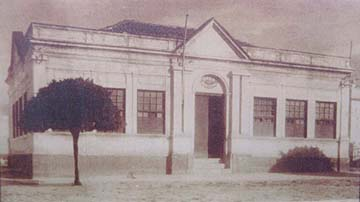
Paço Municipal de Campina Grande

O Paço Municipal de Campina Grande, no estado da Paraíba, começou a ser construído em 1877 mas só foi inaugurado em 02 de Dezembro de 1879.

## História
No Paço Municipal funcionavam o Fórum e a antiga sede do poder Legislativo de Campina Grande, onde foi feita a última sessão da Câmara de Vereadores no Império e a Primeira da República em 1889.
O Paço Municipal de Campina Grande foi demolido para a polêmica reforma urbana da cidade no ano de 1942.
Localizava-se ao lado da Catedral de Nossa Senhora da Conceição, na av. Floriano Peixoto.